# عربی تهامه‌ای
عربی تهامه‌ای گویشی از زبان عربی است که در بین قبایل تهامه در یمن رایج است. گرچه تهامه به تمامی خط ساحلی دریای سرخ از خلیج عقبه تا تنگهٔ باب‌المندب (شامل منطقه حجاز عربستان) اشاره دارد، این گویش تنها در یمن رایج است. عربی تهامه‌ای از جنبه‌های مختلفی با سایر گویش‌های عربی متمایز است ولی از نظر واج‌شناسی به لهجه‌های عربی یمنی نزدیک است.